# Philoliche rubiginosa
Philoliche rubiginosa är en tvåvingeart som beskrevs av Travassos Dias 1966. Philoliche rubiginosa ingår i släktet Philoliche och familjen bromsar.
Artens utbredningsområde är Moçambique. Inga underarter finns listade i Catalogue of Life.